# Ленц, Зигфрид
Зи́гфрид Ленц (нем. Siegfried Lenz; 17 марта 1926[…], Элк, Восточная Пруссия, Пруссия, Германия — 7 октября 2014[…], Гамбург) — немецкий писатель, новеллист, драматург.

## Биография
Зигфрид Ленц родился в семье таможенного чиновника.
В 1943 году окончил школу, после чего был мобилизован на Кригсмарине, служил в звании фенрих цур зее (примерно соответствует званию главного старшины) на кораблях Admiral Scheer и Hansa. После известий о капитуляции немцев в Люнебургской пустоши, сбежал и пытался скрываться, но был схвачен английскими военными, после чего содержался в лагере для военнопленных.
Ленц был одним из самых знаменитых современных авторов романов и рассказов немецкой литературы после Второй мировой войны. Одним из его основных сочинений является роман «Урок немецкого», опубликованный в 1968 году. В нём Ленц — как и другие авторы (среди которых Генрих Бёлль и Гюнтер Грасс) — критически разбирает вопрос о Германии под властью Гитлера и во время Второй мировой войны.
В марте 2009 года Ленц был удостоен премии имени Льва Копелева, с которым его связывала многолетняя дружба.